# Amné
Amné is een gemeente in het Franse departement Sarthe (regio Pays de la Loire) en telt 334 inwoners (1999). De plaats maakt deel uit van het arrondissement La Flèche.

## Geografie
De oppervlakte van Amné bedraagt 16,1 km², de bevolkingsdichtheid is 20,7 inwoners per km².

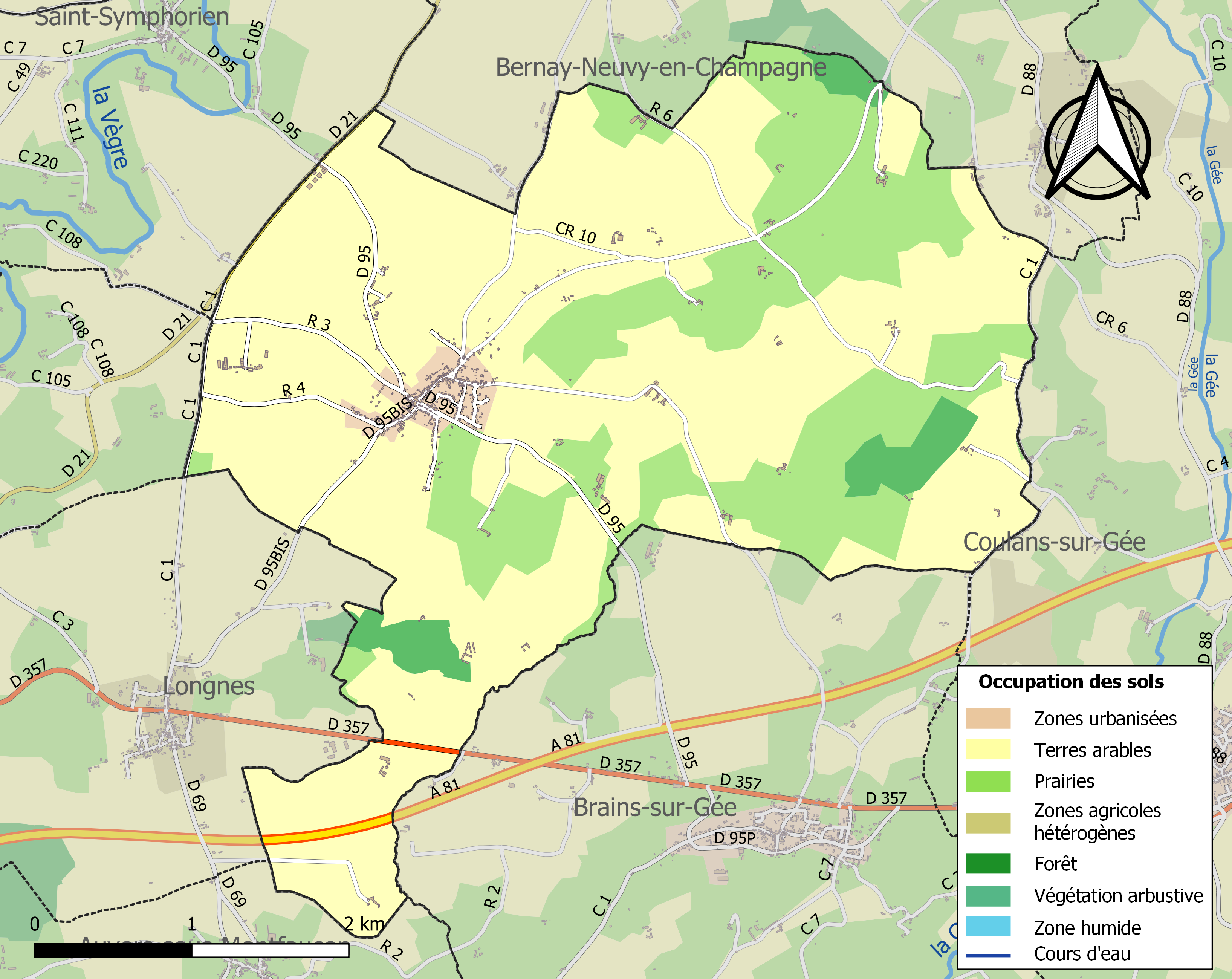
Kaart van de gemeente met de belangrijkste infrastructuur, bodemgebruik en omliggende gemeenten

## Demografie
Onderstaande figuur toont het verloop van het inwonertal (bron: INSEE-tellingen).
1. ↑  Populations de référence 2022.